# Crash: Niebezpieczne pożądanie
Crash: Niebezpieczne pożądanie (tytuł oryg. Crash) – kanadyjsko-brytyjski film fabularny (thriller) z 1996 roku, powstały na podstawie powieści Kraksa (ang. Crash) J.G. Ballarda.

## Główne role
- James Spader − James Ballard
- Holly Hunter − Helen Remington
- Elias Koteas − Vaughan
- Deborah Kara Unger − Catherine Ballard
- Rosanna Arquette − Gabrielle
- Peter MacNeill − Colin Seagrave
- Cheryl Swarts − Vera Seagrav
- Ronn Sarosiak − A.D.

## Fabuła
James Ballard, młody 30-paroletni mężczyzna razem z żoną należą do ryzykantów. Skłonność ta przejawia się w nieszablonowym życiu erotycznym pary. Pewnego wieczora podczas powrotu do domu, James traci panowanie i uderza w auto jadące z naprzeciwka. Ginie pasażer, kierowca dr Helen Remington wychodzi bez szwanku. Na widok pasa bezpieczeństwa wcinającego się pomiędzy odsłonięte piersi Helen, Ballard czuje erotyczne pożądanie. Po opuszczeniu szpitala, James kupuje identyczny samochód jak ten, który rozbił. Przyjeżdża po Helen do szpitala, parkuje samochód w miejsce wypadku i uprawiają seks. Helen zaprasza Jamesa do obejrzenia dziwnego spektaklu − potajemnego odtworzenia śmiertelnego wypadku Jamesa Deana, w którym niemal ginie wcielający się w niego kierowca. Tak poznaje świat, gdzie makabryczne wypadki są źródłem największego podniecenia.

## Nagrody i nominacje
MFF w Cannes 1996
- Nagroda Specjalna Jury − David Cronenberg

Nagrody Genie 1996
- Najlepsza reżyseria − David Cronenberg
- Najlepszy scenariusz adaptowany − David Cronenberg
- Najlepsze zdjęcia − Peter Suschitzky
- Najlepszy montaż dźwięku − Tom Bjelic, David Evans, Wayne Griffin, John Laing, Andy Malcolm, Dale Sheldrake, John Douglas Smith
- Najlepszy montaż − Roland Sanders
- Golden Reel za największy sukces kasowy − Robert Lantos, Jeremy Thomas, David Cronenberg
- Najlepszy film − David Cronenberg (nominacja)
- Najlepszy dźwięk − Tony Van den Akker, David Lee, Dino Pigat, Lou Solakofski, Orest Sushko, Christian T. Cooke (nominacja)